# Monument al Mestre Francesc Batallé
El Monument al Mestre Francesc Batallé és una escultura pública academicista de l'Hospitalet de Llobregat (Barcelonès) inclosa a l'Inventari del Patrimoni Arquitectònic de Catalunya.

## Descripció
Monument prismàtic fet amb pedra de sénia d'Ulldecona. Fa uns tres metres d'alçada i combina la forma geomètrica i llisa de l'estructura del monument amb tres plafons figuratius esculpits, a diferents alçades, a les tres cares del prisma. Els plafons estan enfonsats a la pedra, ressaltant les característiques cromàtiques i de textura de la pedra.

## Història
A la mort del mestre Francesc Batallé els seus alumnes encarregaren l'obra a l'escultor Hèctor Cesena.